# Irish National Invincibles
Die Irish National Invincibles, gewöhnlich bekannt als die Invincibles („die Unbesiegbaren“, irisch na hInvincibles), waren eine radikale Splittergruppe der Irish Republican Brotherhood. Die Gruppe von Attentätern war aktiv in Dublin zwischen Ende 1881 und 1883. Ihr erklärtes Ziel war es, alle „Tyrannen“ aus dem Lande zu vertreiben.

## Phoenix-Park-Morde
Nach zahlreichen fehlgeschlagenen Anschlägen unter anderen auf Vizekönig Francis Cowper, 7. Earl Cowper, und auf den bisherigen  Chief Secretary for Ireland William Edward Forster, plante die Gruppe, den permanenten Unterstaatssekretär Thomas Henry Burke zu töten. Der gerade neu in das Amt eingeführte Chief Secretary Lord Frederick Cavendish ging am ersten Tag seines Amtes zusammen mit Burke vom Dublin Castle kommend durch den Phoenix Park, als das Attentat am Samstag, den 6. Mai 1882, um 17:30 Uhr stattfand. Zunächst wurde Burke durch vielfache Stiche mit Skalpellen getötet. Lord Cavendish, der ursprünglich nicht Ziel der Attentäter war, wollte Burke helfen und wurde daher ebenfalls getötet. Dieses Ereignis wurde als die Phoenix-Park-Morde bekannt.
Die Täter waren Joe Brady, der Burke erstach, und Tim Kelly, der Cavendish tötete. Die britische Presse forderte die rasche Aufgreifung und Bestrafung der Täter.
Nachdem lange Zeit scheinbar keine Spur der Täter gefunden wurde, konnten am 13. Januar 1883 nach mehrmonatiger Sammlung von Informantenberichten 17 Verdächtige verhaftet werden. Indem er einen Verdächtigen gegen den anderen ausspielte, bekam Superintendent John Mallon von der G Division der Dublin Metropolitan Police einige dazu, das zu verraten, was sie wussten. Der Anführer der Invincibles, James Carey, sowie Michael Kavanagh und Joe Hanlon stimmten zu, gegen die anderen auszusagen. Am 13. Februar 1883 sagten sie vor Gericht unter Richter William O’Brien als Kronzeugen aus. Joe Brady, Michael Fagan, Thomas Caffrey, Dan Curley und Tim Kelly wurden zum Tode verurteilt (der letzte aufgrund seines jugendlichen Alters von 19 Jahren und kindlicher Erscheinung erst nach einer ungewöhnlichen dritten Verhandlung) und durch Scharfrichter William Marwood im Kilmainham Gaol in Dublin zwischen dem 14. Mai und 4. Juni 1883 gehenkt. Andere wurden zu langen Freiheitsstrafen verurteilt, unter anderen James Fitzharris (genannt Skin-the-Goat), der Kutscher der Fluchtkutsche, und Patrick Delaney, der gescheiterte Attentäter des Richters Lawson.
Kein Mitglied des Gründungsvorstands wurde jedoch jemals durch die britische Regierung vor Gericht gestellt. John Walsh, Patrick Egan, John Sheridan, Frank Byrne und Patrick Tynan wurden, wenn auch nicht feierlich, in den Vereinigten Staaten willkommen geheißen, wo die Ablehnung der Morde weniger schwerwiegend war.

## Nachwirkungen
Carey wurde an Bord des Schiffes Melrose Castle vor Kapstadt, Südafrika, am 29. Juli 1883 durch das Invincibles-Mitglied Patrick O’Donnell aus Donegal erschossen, weil er seine vormaligen Kameraden belastet hatte. O’Donnell wurde festgenommen und zurück nach London gebracht, wo er im Old Bailey wegen Mordes verurteilt wurde. Am 17. Dezember 1883 wurde er in Newgate gehenkt.
Charles Stewart Parnell verurteilte die Morde in einer Rede 1882. Dies erhöhte seine ohnehin bereits große Popularität sowohl in England wie in Irland als ein eher moderater Reformer, der solche Methoden nicht billigt.
Jedoch Parnells Politik des Bündnisses mit Gladstones Liberal Party im Jahre 1886, um Selbstverwaltung (Home Rule) für Irland zu ermöglichen, scheiterte vor allem aufgrund der Phoenix-Park-Morde. Gladstones Minister Lord Hartington war der ältere Bruder des ermordeten Lord Frederick Cavendish. Betrübt und wütend über dessen frühen Tod brach er mit Gladstone bezüglich der Home-Rule-Frage. Dies führte zum Sturz der Regierung Gladstone. Lord Hartington führte die abtrünnige Liberal Unionist Association an, welche sich mit Lord Salisburys folgender konservativer Regierung verbündete. In der nachfolgenden Unterhauswahl 1886 siegten sie haushoch. Dies verzögerte die Einführung von Home Rule für 28 Jahre bis zur dritten Irish Home Rule Bill 1914, die jedoch auch nicht umgesetzt wurde.
Im März 1887 veröffentlichte die Times angebliche Briefe Parnells, in denen er seine Sympathie mit den Invincibles geäußert haben soll und seine öffentliche Verurteilung ihrer Taten unaufrichtig gewesen sei. Es stellte sich jedoch heraus, dass die Briefe Fälschungen des Journalisten Richard Pigott waren, die sogenannten Pigott-Fälschungen. Parnell wurde durch die Parnell-Kommission 1888–89 rehabilitiert. Pigott verübte kurz nach Bekanntwerden seiner Fälschungen Suizid.

## Literarische Verarbeitung
In Episode sieben im Roman Ulysses von James Joyce diskutieren Leopold Bloom und andere die Morde in den Büros der Freeman-Zeitung.
Die Invincibles und Carey werden im Folksong Monto (Take Her Up To Monto) erwähnt:
| When Carey told on Skin-the-Goat, O’Donnell caught him on the boat He wished he’d never been afloat, the filthy skite. Twasn’t very sensible To tell on the Invincibles They stood up for their principles, day and night And they all went up to Monto, Monto, Monto ... | Als Carey Skin-the-Goat verriet, Erwischte O’Donnell ihn auf dem Schiff Er wünschte, er hätte sich niemals eingeschifft, der dreckige Aufschneider. Es war nicht sehr gescheit Die Invincibles zu verraten Sie standen für ihre Prinzipien, Tag und Nacht Und sie alle gingen rauf nach Monto, Monto, Monto ... |  |